# Erwin Provoost
Erwin Provoost (Gent, 12 januari 1954) is een Belgisch producer, consultant en uitgever. Sinds 2018 is hij intendant van het Vlaams Audiovisueel Fonds (VAF).
Provoost studeerde aan de filmschool Rits te Brussel. In 1981 richtte hij het productiehuis Multimedia op, waarvan de naam nadien wijzigde naar MMG. In 2005 werd het overgenomen door Eyeworks, dat toen nog geen fictie maakte waardoor Provoost de dramadivisie ging leiden. In 2010 werd Provoost CEO van Eyeworks Belgium, tot het bedrijf in juni 2014 werd overgenomen door Warner Bros. Zijn zoon Alexander is er gebleven als producer van onder meer De Waarheid en de Ketnetreeks D5R. In 2014 werd Provoost samen met Peter Quaghebeur directeur media bij WPG Uitgevers België. 
Op 3 juli 2017 werd hij door de raad van bestuur van het VAF geselecteerd om er intendant te worden vanaf 2018. In oktober 2018 pleitte hij in de aanloop naar het Film Fest Gent voor een verdubbeling van het budget dat hij vooral wil inzetten op betere scenario's.
Hij produceerde tal van films en series:
- Brussels by Night (1983)
- Istanbul (1985)
- Crazy Love (1987)
- Hector (1987)
- Honneponnetje (1988)
- Koko Flanel (1990)
- De zevende hemel (1993)
- Oeroeg (1993)
- Max (1994)
- Windkracht 10 (1997 - 1998)
- Flikken (1999 - 2009)
- De zaak Alzheimer (2003)
- Windkracht 10: Koksijde Rescue (2006)
- Ben X (2007)
- Flikken Maastricht (2007-heden)
- Los (2008)
- Jes (2008)
- Dossier K. (2009)
- Het goddelijke monster (2011)